# Combattant (droit)
Pour les articles homonymes, voir Combattant (homonymie).

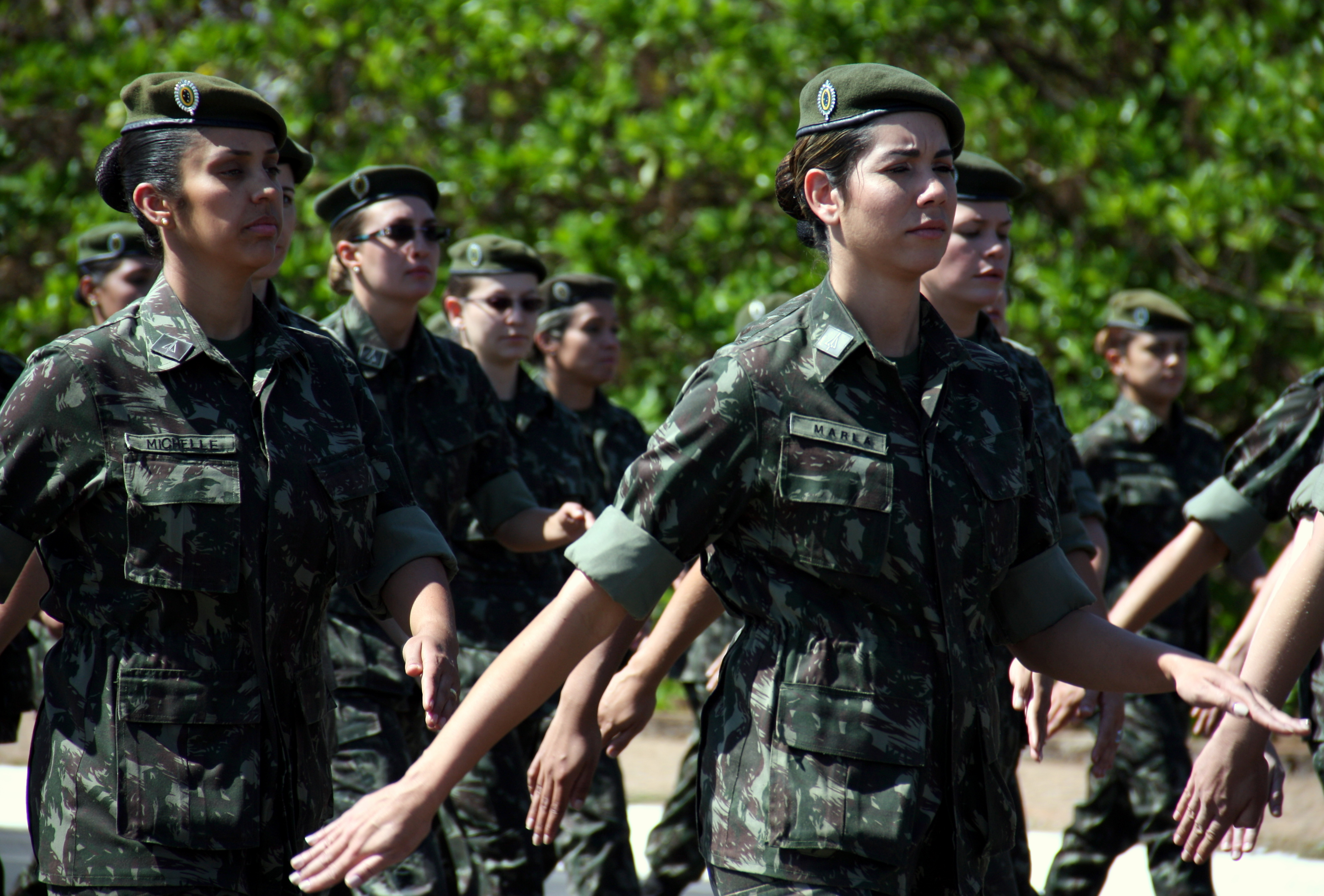
Membres de l'armée brésilienne.

En droit de la guerre, un combattant correspond au statut légal d'une personne qui a le droit de participer aux hostilités pendant un conflit armé. La définition légale du « combattant » figure dans le Protocole I des conventions de Genève en 1949, article 43, paragraphe 2 : « Les membres des forces armées d'une Partie à un conflit (autres que le personnel sanitaire et religieux visé à l'article 33 de la IIIe Convention) sont des combattants, c'est-à-dire ont le droit de participer directement aux hostilités ». Par conséquent, les combattants sont eux-mêmes des cibles légitimes de l'armée adverse.
Les combattants capturés dans un conflit international bénéficient du statut de prisonnier de guerre.

## Statut des combattants
Conformément au droit international humanitaire (c'est-à-dire les règles qui prévalent dans les conflits armés), les combattants sont classés dans deux catégories : les combattants avec privilèges et ceux sans privilèges. Un combattant avec privilèges conserve le statut de prisonnier de guerre et jouit de l'impunité pour les actes commis avant sa capture. Certains peuvent être déchus du statut en cas d'infractions définies au DIH et devenir des combattants sans privilèges. En cas de doute sur le statut de « combattant » du prisonnier, il sera considéré comme un combattant légitime tant qu'une cour compétente n'aura pas statué sur son sort.

### Combattants avec privilèges
Le statut de prisonnier de guerre s'applique, en cas de capture, aux membres des forces armées d'une Partie au conflit, aux membres des milices et des corps de volontaires faisant partie de ces forces armées, ainsi qu'à d'autres catégories de combattants.

### Combattants sans privilèges
Plusieurs catégories de combattants n'accèdent pas au statut de prisonnier de guerre :
1. Ceux qui auraient pu bénéficier des privilèges mais en sont déchus parce qu'ils ont enfreint les « lois et coutumes de la guerre » (ex : feindre d'être blessé ou de se rendre, tuer des adversaires après leur reddition). Les prisonniers ne perdent ce statut qu'au terme d'un procès équitable.
2. Ceux qui sont capturés alors qu'ils ne portent aucun signe permettant de les distinguer de la population civile perdent le statut de prisonnier de guerre, sans processus judiciaire, conformément à l'article 44 (3) du Protocole I[2].
3. Les espions, c'est-à-dire les personnes qui recueillent clandestinement des informations sur le territoire de la partie adverse. Les soldats qui s'adonnent à des opérations de reconnaissance militaire et à des opérations spéciales derrière les lignes ennemies ne sont pas tenus pour des espions tant qu'ils portent leur uniforme.
4. Les mercenaires[3], les enfants soldats et les civils qui participent directement aux hostilités et ne correspondent à aucune des catégories prédécentes[4],[5].

La plupart des combattants sans privilèges, qui ne sont pas éligibles au statut de la troisième Convention de Genève, relèvent de la quatrième qui s'applique aux civils, jusqu'à ce qu'ils passent par un « procès équitable et régulier ». Si leur culpabilité est reconnue, ils s'exposent aux sanctions selon les lois civiles du pays qui les détient.